# Dead Can Dance
I Dead Can Dance sono un gruppo musicale world fusion music anglo-australiano composto da Lisa Gerrard (contralto) e Brendan Perry (baritono).
Il gruppo nasce a Melbourne (Australia) nel 1981, si scioglie nel 1998 e viene riunito per un tour mondiale nel 2005 e ancora nel 2011 per un nuovo album e relativo tour mondiale.
Lo storico di musica australiana Ian McFarlane ha descritto la musica del duo come dei «paesaggi sonori di incommensurabile grandezza e solenne bellezza; percussioni africane, folk celtico, canti gregoriani, mantra mediorientali e art rock».

## Storia del gruppo
(Lisa Gerrard)

### Formazione e prime produzioni
I Dead Can Dance nascono a Melbourne nell'agosto del 1981 con Paul Erikson al basso, Lisa Gerrard alla voce, Simon Monroe alla chitarra e alla batteria e Brendan Perry alla voce e alla seconda chitarra. Gerrard e Perry all'epoca vivevano insieme e, insieme a Erikson, lasciano l'Australia alla volta di Londra, dove firmano un contratto con la 4AD, etichetta indipendente di punta della scena alternativa britannica e completano la formazione con Peter Ulrich.
Nel febbraio 1984 uscì l'album omonimo, la cui copertina, costituita dalla figura di una maschera rituale della Nuova Guinea rappresentava, secondo Perry, "una re-interpretazione visuale del significato del nome scelto per la band, Dead Can Dance, come appare scritto con i grafemi dell'alfabeto greco". Nell'album si possono già identificare alcuni dei tratti originali che contraddistingueranno la band dal resto dei gruppi della loro etichetta, sia per quanto riguarda gli arrangiamenti che per lo stile vocale delle due voci, il contralto di Lisa e la voce baritonale di Brendan, che oltre a cantare normalmente sfoggiano stili vocali di antica foggia e sperimentazioni varie. L'album fu seguito da un EP composto da quattro tracce, intitolato Garden of the Arcane Delights e pubblicato nell'agosto dello stesso anno. Ned Raggett, redattore della fanzine musicale AllMusic, descrive il nuovo materiale come "gotico ma allo stesso tempo cerca di farsi strada in generi più lontani e diversi, cercando di assumere uno stile musicale più ampio."
Nel novembre del 1985 il gruppo, rimasto definitivamente un duo dopo l'abbandono di Erikson e Ulrich, pubblica il secondo album Spleen and Ideal, in cui si possono ascoltare strumenti del tutto inusuali al genere che stavano proponendo fino a poco tempo prima, come strumenti ad arco, timpani e tromboni. L'album fu coprodotto con John A. Rivers. Sempre Raggett descrive le sperimentazioni dell'album come un «consapevole sound medievale europeo (...), come se fosse stato registrato in un'immensa cattedrale». Con questo album il duo cominciò a nutrire gruppi di appassionati in tutta Europa e raggiunse la seconda posizione nella classifica indipendente britannica. Nel 1989 Perry e la Gerrard si lasciano, lei torna a vivere in Australia, mentre Perry compra una chiesa sconsacrata e vi si trasferisce per viverci e lavorare, ma continuano comunque a scrivere, registrare ed esibirsi come Dead Can Dance.

### Anni novanta
Gli album del gruppo non furono reperibili negli Stati Uniti fino ai primi anni '90, quando la 4AD firmò un contratto di distribuzione con la Warner Bros. Records. In seguito la 4AD si unì alla Beggard Banquet Records Group, che includeva la stessa etichetta eponima e la XL Recordings negli Stati Uniti, ma i dischi del gruppo continuarono ad essere distribuiti dalla Warner Bros. Uscite successive furono distribuite da un'altra etichetta legata alla Warner, la Rhino/Atlantic Records. Nel 1991 fu pubblicata la compilation A Passage in Time, solo sotto etichetta 4AD.
Il sesto album in studio del gruppo, Into the Labyrinth, fu pubblicato nel settembre del 1993 e fu realizzato con la partecipazione di diversi musicisti esterni. Con questo album il gruppo divenne la band della 4AD che aveva venduto più dischi. Nel 1994 il duo partì per un tour mondiale e registrò un concerto in California che fu pubblicato con il titolo di Toward the Within, che uscì anche in video su formato Laserdisc e VHS (in seguito anche in DVD).
In seguito Lisa Gerrard debuttò come solista con l'album The Mirror Pool e si riunì con Perry per la realizzazione del settimo album del gruppo, Spiritchaser, pubblicato nel 1996.

### Scioglimento e riunioni
Nel 1998 il duo pianificò un seguito per Spiritchaser, ma si separò prima della sua realizzazione. Solo un brano venne inciso, The Lotus Eaters, che fu incluso successivamente nelle raccolte 1981-1998 (2001) e Wake (2003).
Nel 1998 Lisa Gerrard pubblicò l'album Duality, in collaborazione con Pieter Bourke, mentre l'anno successivo è stata la volta di Eye of the Hunter, primo album da solista di Perry.
I due musicisti si riunirono nel 2005 e pubblicarono delle registrazioni in edizione limitata di diversi live eseguiti in Europa e in Nord America, seguiti da una compilation intitolata Selections from Europe 2005. Questi concerti furono registrati e pubblicati sotto l'etichetta The Show.

### Anni 2010
Il 28 marzo del 2010, in un'intervista rilasciata per una fanzine musicale online bulgara, Perry annunciò una possibile riunione del duo e che si sarebbero avvalsi di un'orchestra da camera per i loro concerti futuri.
Il 30 settembre 2011 il duo ha pubblicato gratuitamente l'EP Live Happenings - Part I attraverso il proprio sito ufficiale. Il disco è stato seguito tra la fine del 2011 e gli inizi del 2012 da ulteriori quattro parti e in seguito raccolte nell'album Live Happenings I-V. Nel 2012 è stato inoltre annunciato l'ottavo album Anastasis, uscito il 13 agosto e promosso da una tournée mondiale svoltasi tra agosto 2012 e il 2013.
Il 2 novembre 2018 pubblicano il loro nono album in studio, Dionysus.

## Stile musicale

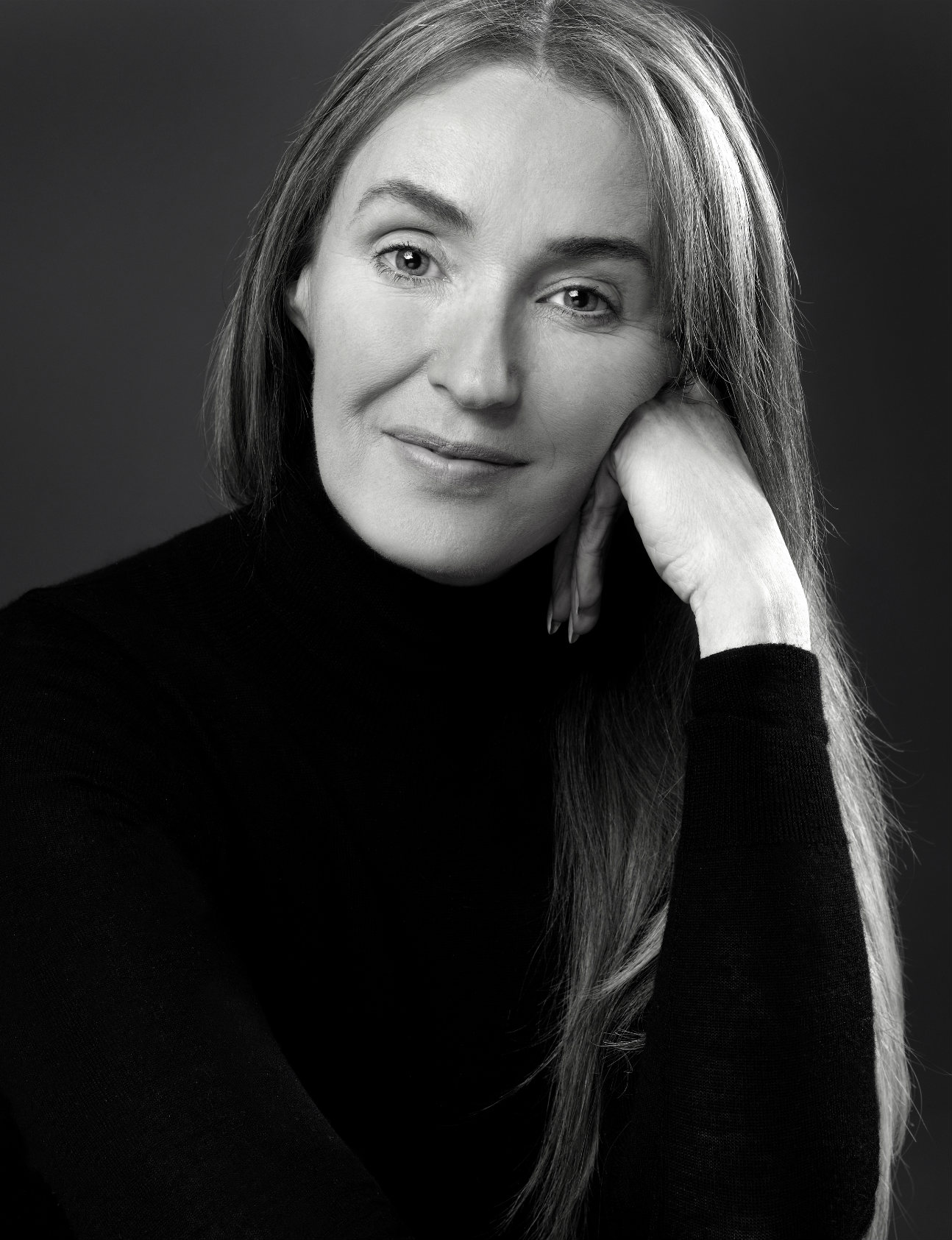
Lisa Gerrard, voce femminile del gruppo

Affermatisi con una stilistica dalle atmosfere crepuscolari e arcane e facendo perno sui vocalizzi eterei, i Dead Can Dance hanno adattato la musica da camera in chiave rock, inserendovi riferimenti gotici, rinascimentali, esotici e medievali. Secondo le loro parole, hanno "deciso di lavorare entro l'idioma della forma della musica classica, usando strumenti classici con l'aiuto di campionatori, computer (…) e qualche libro che insegna a registrare (musica)." Pur spaziando ecletticamente fra musica gotica, dream pop, riferimenti neoclassici, new age e darkwave, il gruppo anglo-australiano viene spesso classificato come gruppo di rock gotico. Altri li inseriscono fra i gruppi di rock sperimentale, indie rock e fusion etnica.

## Formazione
Attuale
- Lisa Gerrard – voce, strumentazione (1981-1998, 2005-presente)
- Brendan Perry – voce, strumentazione (1981-1998, 2005-presente)

Ex membri
- Paul Erikson – basso (1981-1983)
- Simon Monroe – batteria (1981-1984)
- James Pinker – strumentazione (1981-1984)
- Scott Rodger – strumentazione (1981-1984)
- Peter Ulrich – percussioni (1983-1995)
- John Bonnar - tastiera (1981 - 2002)

## Discografia

### Album in studio
- 1984 – Dead Can Dance
- 1985 – Spleen and Ideal
- 1987 – Within the Realm of a Dying Sun
- 1988 – The Serpent's Egg
- 1990 – Aion
- 1993 – Into the Labyrinth
- 1996 – Spiritchaser
- 2012 – Anastasis
- 2018 – Dionysus

### Album dal vivo
- 1994 – Toward the Within
- 2012 – Live Happenings I-V
- 2013 – In Concert

### Raccolte
- 1991 – A Passage in Time
- 2001 – 1981-1998
- 2003 – Wake
- 2005 – Memento

### EP
- 1984 – Garden of the Arcane Delights
- 2010 – John Peel Session 2.6.1984
- 2012 – John Peel Session 19.11.1983
- 2019 – Moon Child (Original Motion Picture Soundtrack)

### Singoli
- 1993 – The Ubiquitous Mr. Lovegrove
- 1996 – The Snake and the Moon
- 1996 – Sambatiki
- 2012 – Amnesia

### Partecipazioni
- 1984 – This Mortal Coil – It'll End in Tears
- 1987 – AA.VV. – Lonely Is an Eyesore
- 1992 – Hector Zazou – Sahara Blue
- 1992 – AA.VV. – Baraka